# Division de Pune

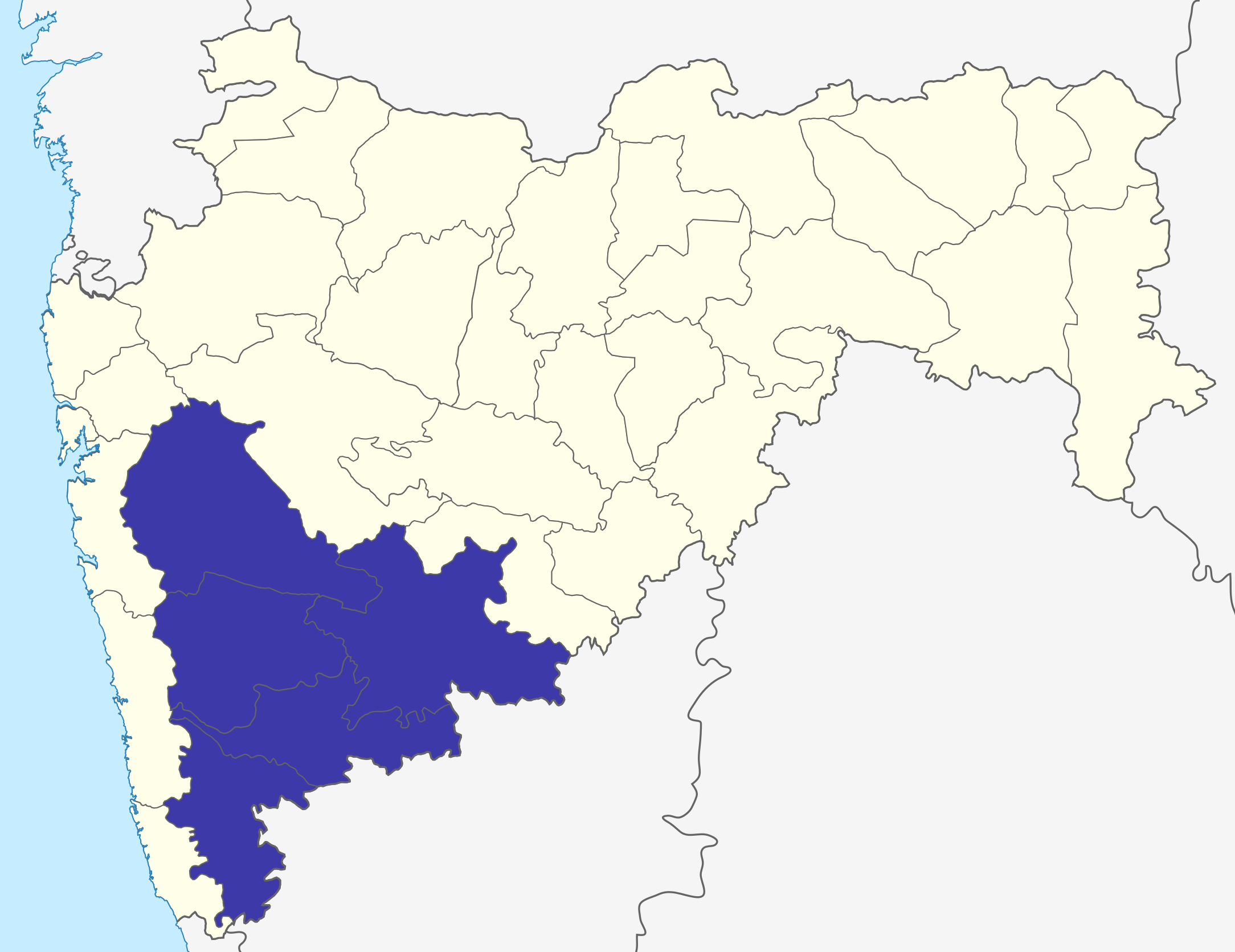
La division de Pune dans le Maharashtra

La Division de Pune est l'une des  divisions administratives de l'État indien du Maharashtra.

## Description
Elle est constituée des districts suivants :
| District             | Centre administratif | Superficie (km2) | Habitants (2001) | Densité (hab./km2) |
| -------------------- | -------------------- | ---------------- | ---------------- | ------------------ |
| District de Kolhapur | Kolhapur             | 7 685            | 3 515 413        | 301                |
| District de Pune     | Pune                 | 15 642           | 9 924 224        | 462                |
| District de Sangli   | Sangli               | 8 578            | 2 583 524        | 301                |
| District de Satara   | Satara               | 10 484           | 2 796 906        | 267                |
| District de Solapur  | Solapur              | 14 845           | 3 849 543        | 259                |